# Papamosques xocolata
El papamosques xocolata (Melaenornis chocolatinus) és una espècie d'ocell de la família dels muscicàpids (Muscicapidae) endémica d'Etiòpia i Eritrea. El seu estat de conservació es considera de risc mínim.

## Taxonomia
El papamosques xocolata forma una superespècie amb el papamosques d'Angola i el papamosques ullblanc. Aquestes tres espècies van estar classificades en el gènere Dioptrornis, o agrupades com una sola espècie, però l'al·lopatria i les diferències morfològiques mostrades donen suport a la seva segmentació com a al·loespècies. Els resultats d'un estudi filogenètic molecular publicat el 2010 van conduir a una reorganització de la família dels muscicàpids en què les quatre espècies del gènere Bradornis, l'única espècie de Sigelus i les espècies de Dioprornis es van fusionar a Melaenornis.